# Lucy Marlow
 (juillet 2018).
Lucy Ann McAleer est une actrice américaine née le 20 novembre 1932 à Los Angeles, en Californie et morte le 18 décembre 2018 à Beaumont (Californie). Elle suit des cours à l'école de théâtre de l'Université de l'Arizona. Elle prend ensuite le nom de Lucy Marlow et est surtout connu pour avoir joué dans Une étoile est née (1954), Une femme diabolique (1955) et Ma sœur est du tonnerre (1955). Elle a été mariée à Andrew carey dont elle a eu 2 enfants mais divorce en 1974.

## Filmographie

### Cinéma[4]
- 1954: Mademoiselle Porte-Bonheur: Invitée de la fête (non-créditée)
- 1954: Une étoile est née : Lola Lavery
- 1955: Coincée : la fille de la prison
- 1955 : Bring Your Smile Along de Blake Edwards : Marge Stevenson
- 1955: Ma sœur est du tonnerre : Helen
- 1955: Une femme diabolique : Jennifer Stewart
- 1956: Rira bien (He Laughed Last) de Blake Edwards : Rosemary "Rosie" Lebeau

### Télévision[4]
- 1955: Lux Vidéo Theatre : Épisode "The Happy Man" : Invitée
- 1954 - 1957: The Ford Television Theatre (en) Pretend You're you : Sue Smith - Cardboard Casanova : Carol Farley - Dear Diane : Diane - The Gentle Deceiver : Emily Price
- 1958: Target  : Épisode "Storm of Violence" : Chris
- 1958: Peter Gunn  : Épisode "Death House Testament" : Sandra Lee
- 1959 : Gunsmoke  : Épisode "Change of Heart" : Bella Grant
- 1960 : Overland Trail  : Episode "The Baron Comes Back" : Sandra Kale
- 1960 : Tales of Wells fargo  : Épisode "Kid Brother" : Laurie Hardie
- 1961 : Shotgun Slade  : Épisode "The Search for Susan" : Susan Emerson Riggs
- 1961 : Man on the Beach (Téléfilm)
- 1975 : The Blue Knight : Épisode "Triple Threat" : Une dame